# Penisola Sorrentina (olio di oliva)
Penisola Sorrentina (DOP) è un olio di oliva a Denominazione di origine protetta.